# Magma (groupe)
Pour les articles homonymes, voir Magma.
Magma est un groupe de rock progressif français, originaire de Paris.
Il est formé en 1969 par le compositeur-batteur-chanteur Christian Vander et le bassiste Laurent Thibault. Cette formation est à l'origine du genre musical baptisé Zeuhl, mélangeant art rock, jazz, avant-garde, musique classique et moderne, et musiques folkloriques d'Europe de l'Est.
Le groupe exerce une influence très importante sur le jazz-rock et l'avant-garde musicale à travers le monde et fait connaître des musiciens français et internationaux de premier ordre, comme Teddy Lasry, Didier Lockwood, Bernard Paganotti, Jannick Top ou Claude Engel, parmi de nombreux autres. Néanmoins, la formation de Vander ne connaît pas le succès commercial de certains groupes de rock progressif tels que Genesis ou Yes.
Un nombre limité d'albums studio est produit en cinquante ans de carrière, mais le groupe réalise également des enregistrements en concert qui proposent au fil du temps des réinterprétations de ses compositions antérieures. Le groupe connaît une carrière en pointillés avec des changements fréquents de musiciens (près de cent cinquante musiciens ont joué avec Magma).
Le groupe est mis en sommeil à partir de 1983 au profit d'Offering, formation acoustique (créée deux ans plus tôt) laissant une plus grande place à l'improvisation et aux influences d'un jazz « coltranien ». Magma se reforme en 1990, et tourne régulièrement en France mais également dans toute l'Europe, en Russie, aux États-Unis et au Japon depuis cette date. Dans les années 2010, le groupe étend son audience et fait ses premiers concerts en Amérique du Sud, en Australie et en Chine.

## Biographie

### Débuts (1967–1971)
Début 1967, le batteur Christian Vander joue dans les Wurdalaks et les Cruciferius Lobonz, des groupes de rhythm and blues. Avec ces groupes, il fait l'apprentissage de la scène et signe ses premières compositions : Nogma et Atumba. La mort de John Coltrane le désespère et Christian Vander arrête tout pour partir en Italie. Il revient en France en 1969 et rencontre le saxophoniste René Garber et le bassiste et chef d'orchestre Laurent Thibault. Il tourne alors avec ce dernier dans des casinos avec le chanteur Zabu et l'organiste Francis Moze. Ensemble, ils se lancent dans de grandes improvisations, approchant de la transe et créent ainsi le groupe Uniweria Zekt Magma Composedra Arguezdra, plus connu sous le nom de Magma.

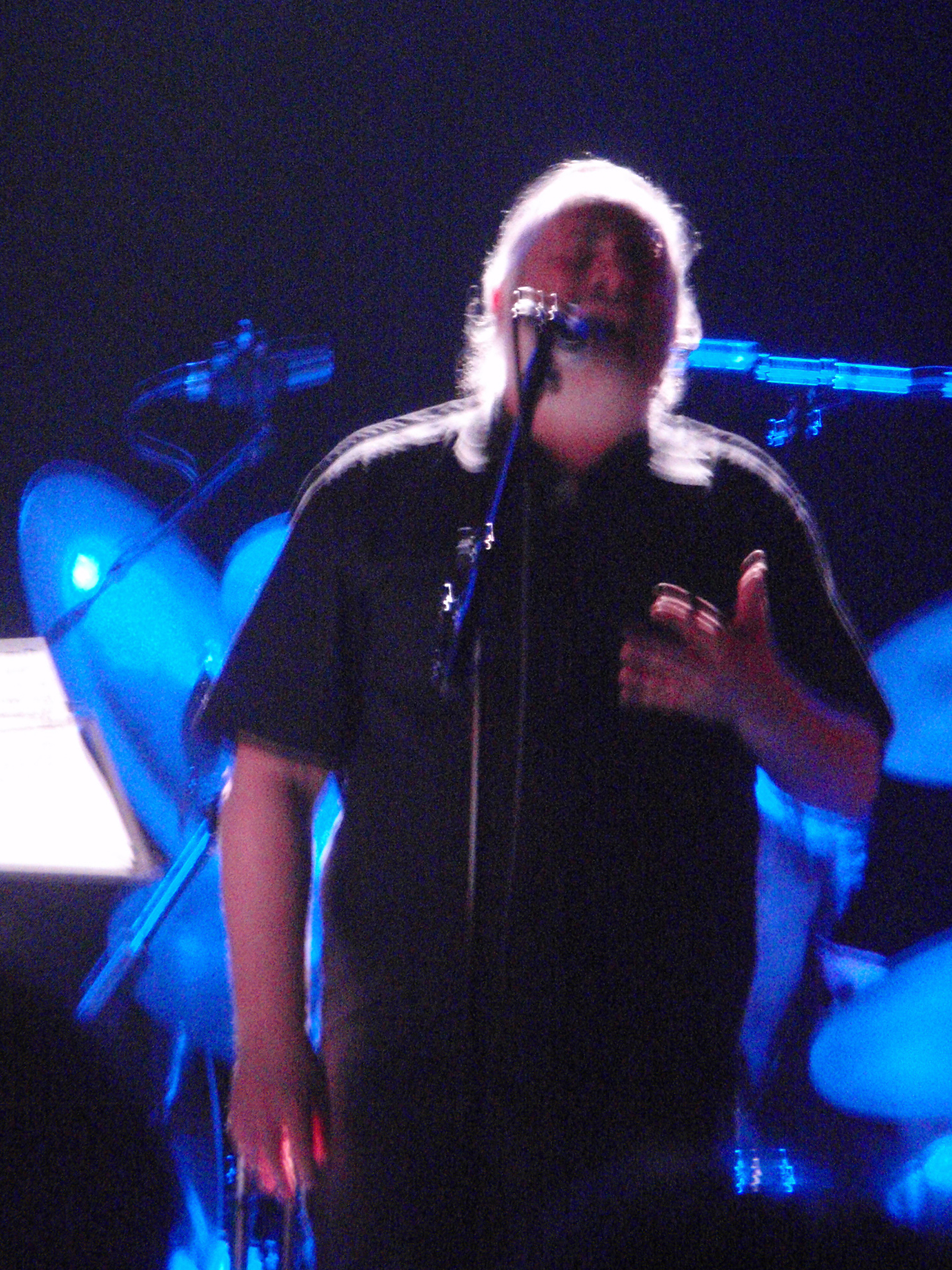
Klaus Blasquiz avec Magma en 2009 à Nancy

Après cette première tournée, Magma recrute de nouveaux musiciens : le pianiste Eddie Rabin et le bassiste Jacky Vidal, le chanteur Klaus Blasquiz et le guitariste Claude Engel. Le groupe s'enferme pendant trois mois dans une maison de la vallée de Chevreuse et répète toute la journée avec travail personnel le matin et travail collectif l'après-midi. Finalement, Eddie Rabin est remplacé par François Cahen au piano ; Laurent Thibault abandonne la basse et se consacre à la production ; Francis Moze le remplace alors à la basse. Teddy Lasry, Richard Raux et Alain Charlery complètent le groupe aux cuivres. Le premier album du groupe, intitulé Magma, sort au printemps 1970 chez Philips Records. Le groupe fait sensation mais divise le public.
Pour le deuxième album, Claude Engel, Richard Raux et Paco Charlery quittent le groupe et sont remplacés par Yochk'o Seffer et Louis Toesca. 1001° centigrades est enregistré en avril 1971. Le groupe triomphe au festival de jazz de Montreux.

### Theusz Hamtaahk,Köhntarkösz, etÜdü Ẁüdü(1972–1977)
En août 1972, les musiciens de Magma sortent l'album The Unnamables sous le nom de Univeria Zekt. Le disque n'est vendu qu'à 1 500 exemplaires. Beaucoup de musiciens (Cahen, Toesca, Seffer, Moze et Lasry) quittent le groupe dans le courant de l'année 1972. Christian Vander enregistre ensuite Ẁurdah Ïtah qui sert de bande originale au film Tristan et Iseult (1972) d'Yvan Lagrange.
En 1973, la formation acquiert une renommée internationale avec la création de son œuvre majeure : la trilogie Theusz Hamtaahk. Il s'agit d'une « trilogie symphonique » (telle qu'elle est décrite dans le texte fourni avec l'album Mekanïk Destruktiw Kommandöh) comportant trois mouvements (premier mouvement : Theusz Hamtaahk, second mouvement : Ẁurdah Ïtah, troisième mouvement : Mekanïk Destruktïw Kommandöh) entièrement composée par Christian Vander. L'année suivante, l'album Köhntarkösz rencontre également le succès auprès des amateurs de Magma, mais le morceau n'est pas reçu par un public aussi large que le précédent. L'album Köhntarkösz (1974) est un échec commercial. Le groupe part ensuite dans une longue tournée d'un an et demi à travers la France, et après une nouvelle refonte de personnel (Paganotti, Lockwood, Widemann, Asseline, Federow), enregistre l'album Live / Hhaï à Paris en juin 1975.
En mai et juin 1976 est enregistré à Paris au Studio de Milan l'album Üdü Ẁüdu dont la majorité des compositions sont de Christian Vander et Jannick Top mais l'on y trouve également une composition de Bernard Paganotti : Weidorje. Deux morceaux sont des parties isolées d'un plus grand morceau, Ëmëhntëhtt-Rê, qui ne fut enregistré qu'en 2009 (Zombies (Ghost Dance), apparaissant sur la face A du vinyle, et Ëmëhntëht-Rê (extrait n°2) qui sera ajouté lors de la réédition en CD). Le morceau De Futura est la clef de voûte de l'album, cette longue pièce musicale de 17 minutes et 37 secondes étant emblématique du répertoire de Magma et, souvent jouée en concert dans les années 2000, elle apparait tel un monument dégageant une force titanesque issue du tandem puissant basse/batterie qui lui confère un statut d’œuvre insolite et mythique . Son titre original est De Futura Hiroshima. Le vinyle est réédité en 2015 par Seventh Records en association avec Jazz Village/Harmonia Mundi et Adami avec une pochette légèrement différente.
À la fin de l'année 1976, Jannick Top préfère quitter le groupe avant que sa relation avec Christian Vander ne s'envenime. Vander remonte une nouvelle formation de Magma avec Stella Vander, Klaus Blasquiz, Clément Bailly (batterie), Benoît Widemann (claviers), Jean de Antoni (guitare) et Guy Delacroix (basse).

### Entre dix et trente ans de carrière (1978–2003)
À partir de 1978, on peut constater dans les nouvelles compositions l'apparition d'influences soul, rhythm and blues, voire funk dans le chant du leader-batteur-compositeur, par exemple dans l'album Attahk (1978), dans les lives à Bourges (1979), à Bobino (1981) et dans l'album Merci (1984).
Christian Vander fête les dix ans du groupe en rassemblant trois soirs de suite (les 9, 10 et 11 juin 1980) à l'Olympia certains des musiciens ayant joué dans Magma pour reprendre l'ensemble du répertoire. Cela donne lieu à la publication des albums Retrospektïẁ III et Retrospektïẁ I-II. Après ce succès, Magma investit Bobino pendant trois semaines au printemps 1981. Ces concerts sont ensuite édités en vidéo et disque sous le nom Concert Bobino 1981 (AKT V).
En 1984, le groupe publie Merci avant de faire une longue pause jusqu'en 1992. Christian Vander s'investit alors dans d'autres projets comme Offering, et diverses formations de jazz, notamment dans la formation Christian Vander Trio, avec Laurent Fickelson (piano) et Emmanuel Grimonprez (contrebasse).
Le groupe revient à la scène en 1992 avec Les Voix de Magma. Il offre ensuite un long spectacle de cinq heures pour fêter ses 25 ans en 1995.
Le groupe fête ses 30 ans de carrière les 12, 13 et 14 mai 2000 au Trianon de Paris. Ces concerts font alors l'objet d'enregistrement audio et vidéo sorti en un coffret CD live et un DVD intitulés Theusz Hamtaahk : Trilogie.

### K.AetËmëhntëhtt-Rê(2004–2009)

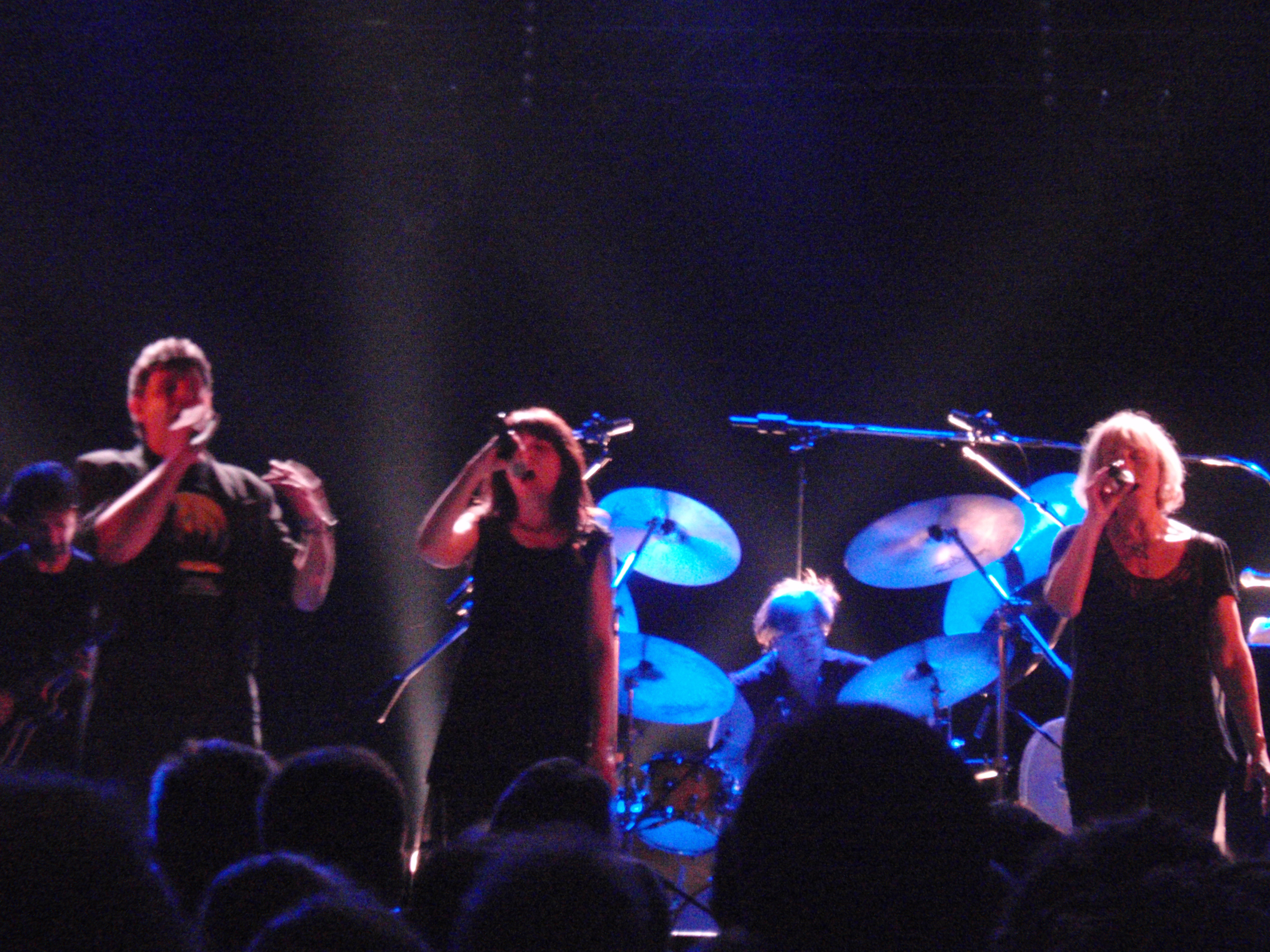
Magma en 2009 à Nancy.

Vingt ans après la sortie de Merci, Magma sort un nouvel album studio, K.A  (Köhntarkösz Anteria), en 2004. Le titre de l'album est une abréviation de « Köhntarkösz Anteria ». L'album reprend des compositions inédites des années 1972 et 1973.
Entre mai et juin 2005, Magma célèbre ses 35 ans de musique en investissant pendant quatre semaines la scène du Triton (situé aux Lilas, près de Paris) avec quatre répertoires différents à l'origine de la parution de quatre DVD, Mythes et légendes : Epok I, Epok II, Epok III et Epok IV.
Le groupe fête ses quarante ans d'existence sur la scène du Casino de Paris le 12, 13 et 14 février 2009,.

### Nouveaux albums, nouvelles tournées (depuis 2012)
En 2012, Magma publie son onzième album studio intitulé Félicité Thösz.
Le 7 mai 2013 paraît Epok V, le cinquième tome de la série de DVD Mythes et légendes. Ce nouvel opus vidéo s'inscrit dans la droite ligne des quatre précédents, proposant des extraits de concerts filmés en juin 2011 lors des Tritonales (organisées, comme leur nom l'indique, au Triton). À l'occasion de ces concerts, le groupe interprète Attahk, Rïah Sahïltaahk, Dondaï, Félicité Thösz, Slag Tanz et Maahnt en rappel. Autant de morceaux qui n'apparaissaient pas dans les précédents tomes de la saga Epok. Magma donne le 23 mai 2014 à La Tannerie de Bourg-en-Bresse le premier concert d'une nouvelle tournée internationale, The Endless Tour, comprenant notamment une douzaine de dates en novembre 2014 au Triton (Les Lilas). Pour célébrer les 45 ans d'existence du groupe, le répertoire choisi est la trilogie Köhntarkösz, qui, pour la première fois, est jouée dans son  intégralité (K.A.-Köhntarkösz- Ëmëhntëhtt-Ré)[réf. souhaitée].
En mai 2015, Magma effectue sa première tournée en Chine, à Shenzhen, Beijing et Shanghai. Pour l'occasion, une admiratrice de Magma, Coralie van Rietschoten, réalise un film retraçant le voyage et l'expérience du groupe dans ces trois villes. Le film est majoritairement financé par le biais du financement participatif, et donc par les fans, au moyen d'une plate-forme internet dédiée. En 2016, il fait l'objet de quelques projections en salles à Paris et Londres et paraît en DVD. La même année, le groupe participe au Festival international de musique actuelle de Victoriaville.
En juin 2016, Magma est invité à se produire sous la Valley du Hellfest, à Clisson. Le groupe crée la surprise, d'abord par sa présence dans un festival où on ne l'attendait pas, mais aussi par l'enthousiasme que suscita sa prestation.

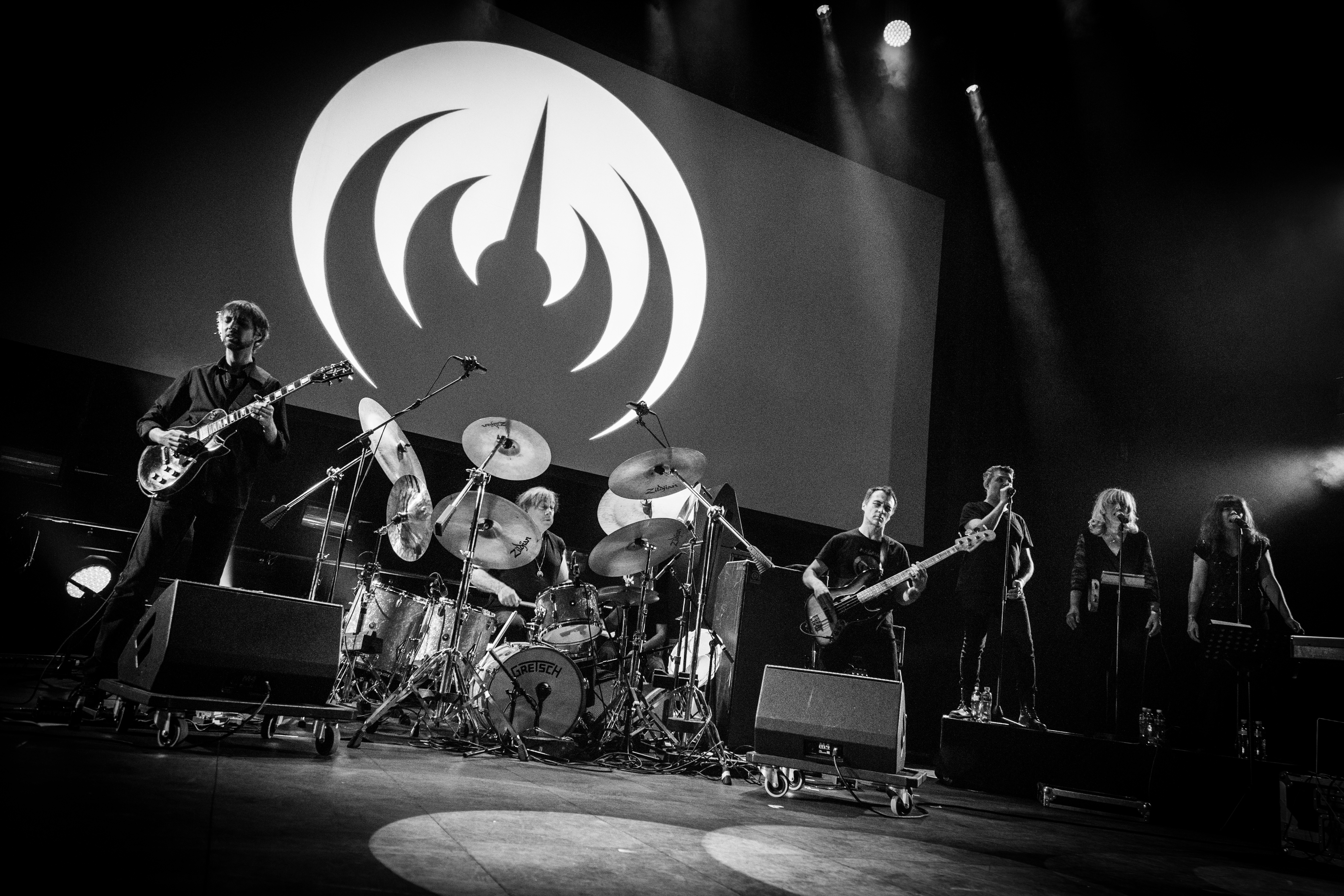
Magma au Roadburn Festival en 2017.

Le 21 août 2017, Magma fait son premier concert à Montréal. Après plus de 40 ans à avoir essayé de venir jouer au festival de jazz, c'est finalement La Sala Rossa qui lui fait confiance[non neutre] dans le cadre du festival Suoni Per Il Popolo. Il joue deux pièces (dont Mekanïk Destruktïw Kommandöh), et offre en rappel une ballade jouée à l'origine par le groupe Offering, Ehn Deïss.[réf. nécessaire].
En 2019 paraît Zëss, le quatorzième album studio du groupe sur le label Seventh Records.
Le 29 février 2020, Magma se lance dans la tournée "Eskähl" avortée pour cause de pandémie de COVID-19 mais qui reprendra par la suite.
Les 4 et 5 septembre 2021, après les nombreuses annulations de concert dues à la pandémie de Covid-19 en France, Magma présente sa nouvelle formation créée en 2020 et interprète son nouveau répertoire au Triton, lieu majeur de création et de diffusion dans le monde du jazz et des musiques actuelles situé aux Lilas, en Seine-Saint-Denis.
Le 13 juillet 2022, est annoncée la sortie, pour le 7 octobre (via Seventh Records/Bertus) de l'édition vinyle de Kãrtëhl, le quinzième album studio de Magma et est également dévoilée la pochette de l'album montrant une cymbale entièrement percées de logos du groupe et l'écriture du titre de l'album typique de Magma (incorporant tilde et tréma). La sortie prévue en octobre est confirmée sur scène par Stella Vander lors du dernier concert estival de la tournée Eskähl 2022 que le groupe donne le 16 juillet à Mâcon lors du Crescent Jazz Festival. Elle y évoque également le concert suivant du groupe programmé pour le 8 octobre 2022 au théâtre des Folies Bergère en soutien du nouvel album. L'album a été enregistré et mixé entre le 7 mars et le 12 juin 2022 au Studio ÜZ par Francis Linon, masterisé au Greasy records studio par Marcus Linon et réalisé par Stella Vander Linon. Après Zëss «qui laissait entrevoir un avenir plutôt sombre», Kãrtëhl est présenté comme étant un album «lumineux et résolument optimiste», et le résultat d'un «travail collectif», une «opération Kãrtëhl».
Le 15 août 2022, le label Seventh Records révèle la liste des 6 morceaux de Kãrtëhl et annonce que la date de sortie officielle de l'édition CD du nouvel album est le 15 septembre 2022 (le nouveau CD étant, en fait, déjà disponible à la commande dès le 15 août via le site web du label). En complément des 6 morceaux enregistrés en 2022, l'album contient, en bonus, les maquettes enregistrées « à la maison » en 1978 (issues de la collection personnelle de Christian Vander) de 2 morceaux de l'album.
Magma est invité à se produire à Carhaix le 15 août 2024 lors du premier jour du Motocultor Festival (le même jour que 2 autres légendes de la musique populaire française, Alan Stivell et Ange) mais est obligé d'annuler son concert in extremis, Christian Vander ayant dû être opéré après une fracture du coude à la suite d'une mauvaise chute dans un escalier. Le groupe Ange le remplace au même horaire et sur la même scène.

## Style musical

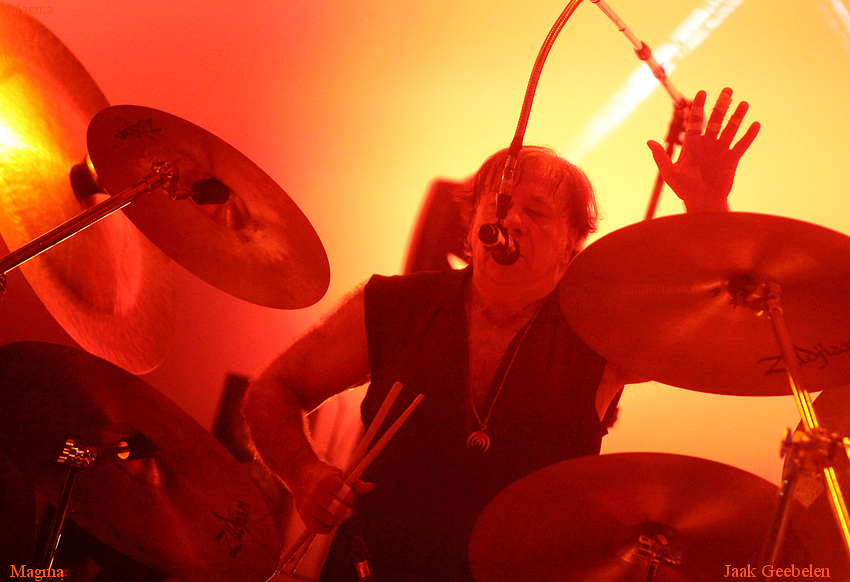
Le batteur Christian Vander, fondateur de Magma

Magma joue son propre style musical, la zeuhl.
Le style musical de Magma, aux accents parfois martiaux, ne correspond pas au rock issu des mouvements hippies de son époque. Le jeu de batterie de Christian Vander, fortement influencé par le style d'Elvin Jones (batteur de John Coltrane), est basé sur la rapidité des frisés et l'art du contretemps. L'essentiel des paroles de Magma est chanté en kobaïen, aux consonances germaniques et slaves, parfois même africaines, présenté comme une langue imaginaire par Christian Vander et dont le sens est partiellement trouvé après coup. Vander explique que la langue française n'est pas assez expressive et ne correspond pas à sa musique. Ce type de chant est également un élément définissant le style zeuhl. Par ailleurs, Christian Vander est très inspiré par les musiques de Stravinsky, par Bach, Wagner et les musiques populaires des pays de l'Est, ainsi que par certains jazzmen notamment John Coltrane, Tony Williams et Pharoah Sanders.
Le terme de « zeuhl » est utilisé par la suite pour désigner un courant musical qui regroupe des groupes tels que Art Zoyd, Eider Stellaire, Evohé, Henry Cow Michel Altmayer, Univers Zéro, Xalph, Weidorje, Zao, etc. L'influence zeuhl atteint également le Japon avec des groupes tels que Happy Family, Koenji Hyakkei et Ruins.

## Galerie photographique

Strasbourg 24 mai 2007
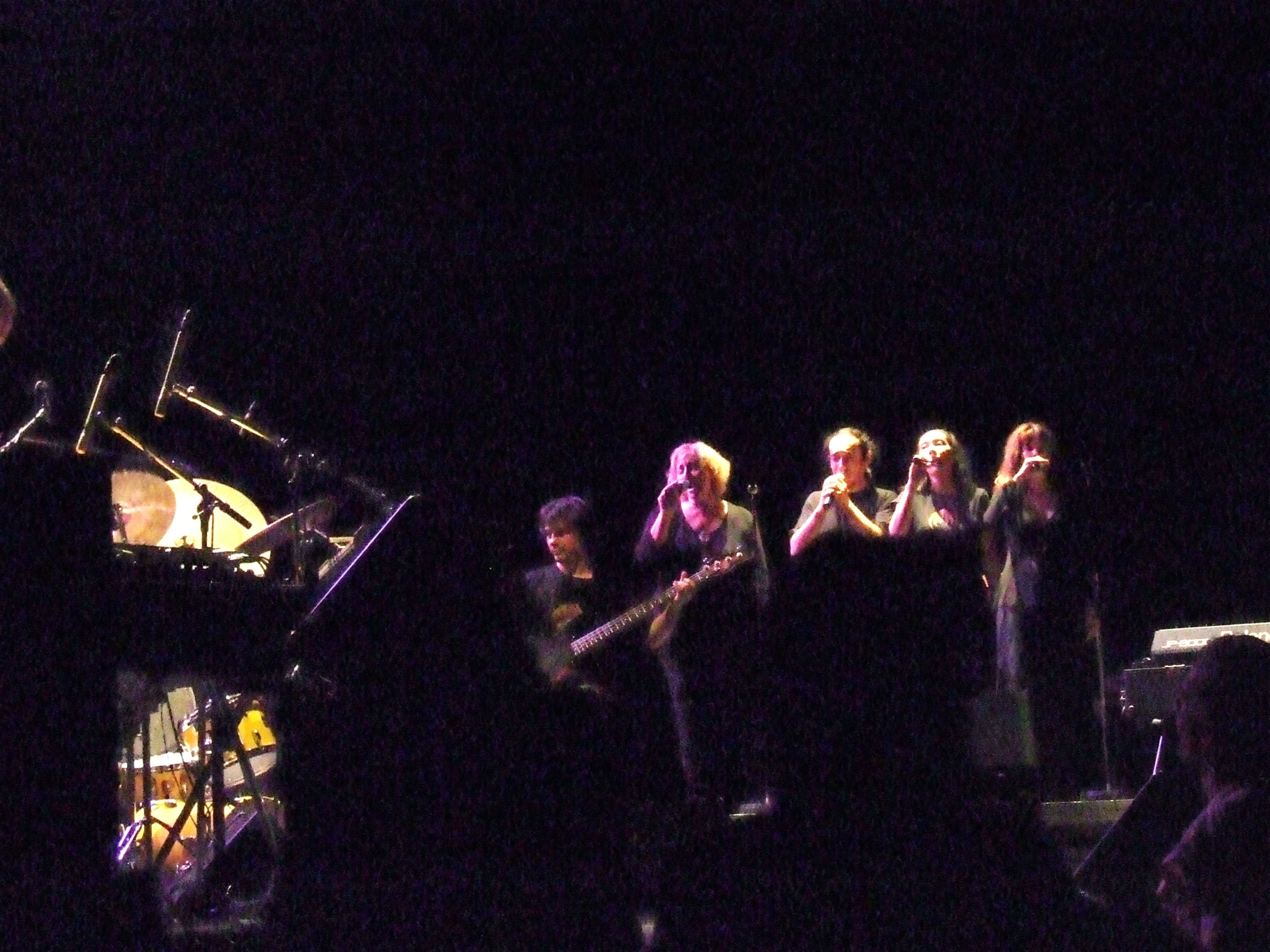
Philippe Bussonnet (basse) et les chanteurs Vander, Feuillebois, et Paganotti
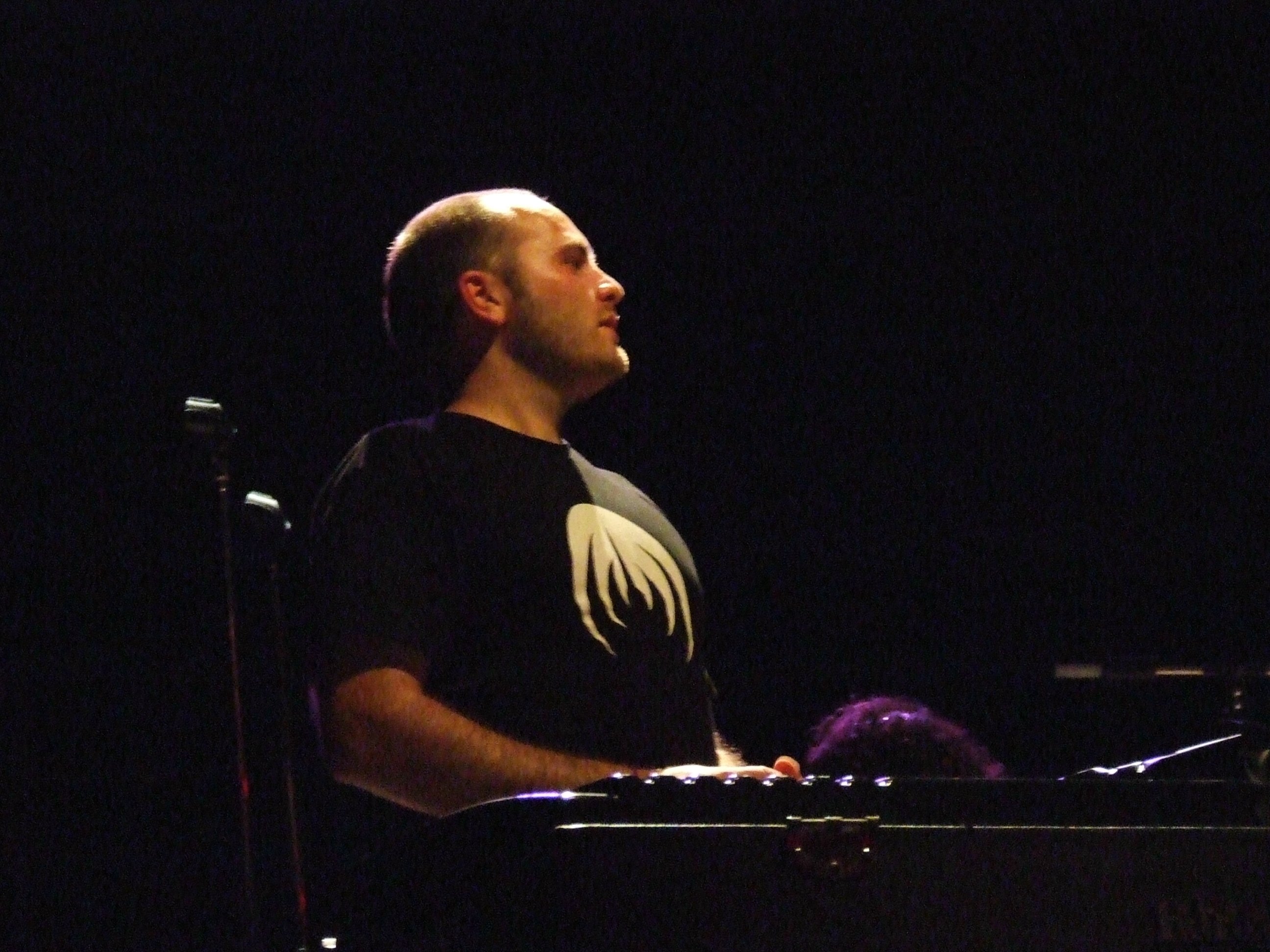
Benoît Alziary
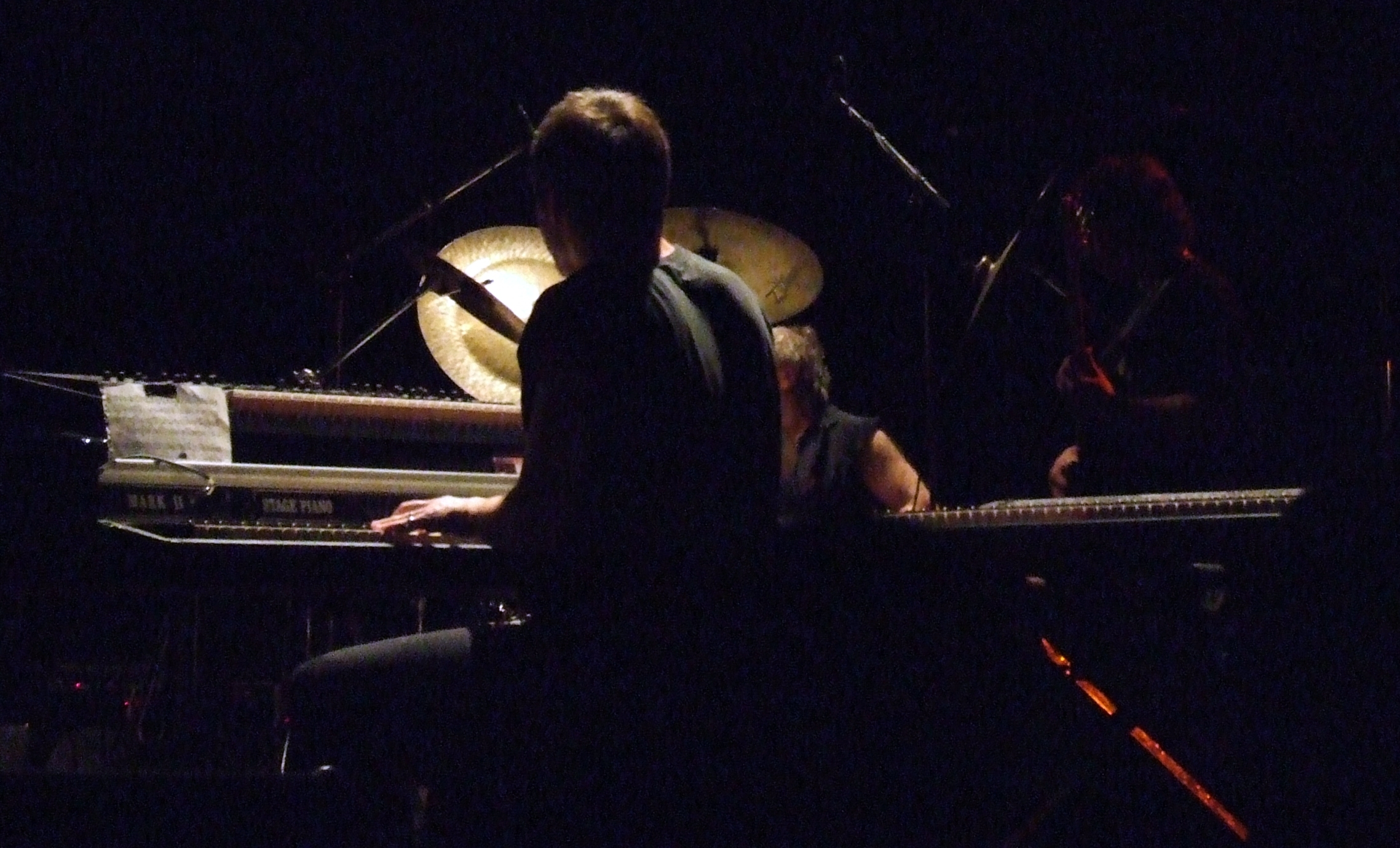
Emmanuel Borghi

Nancy 28 février 2009
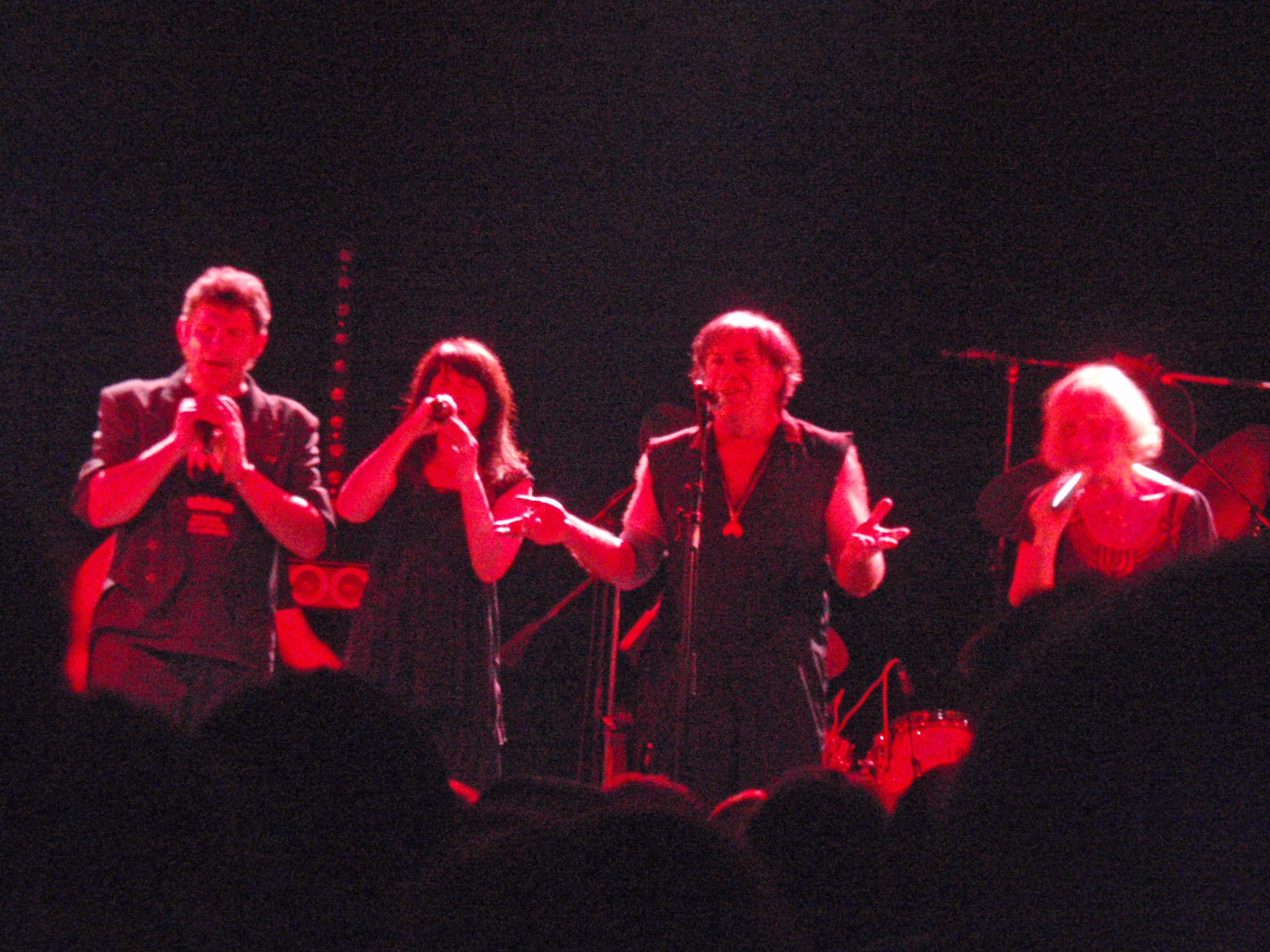
Christian Vander et les chanteurs
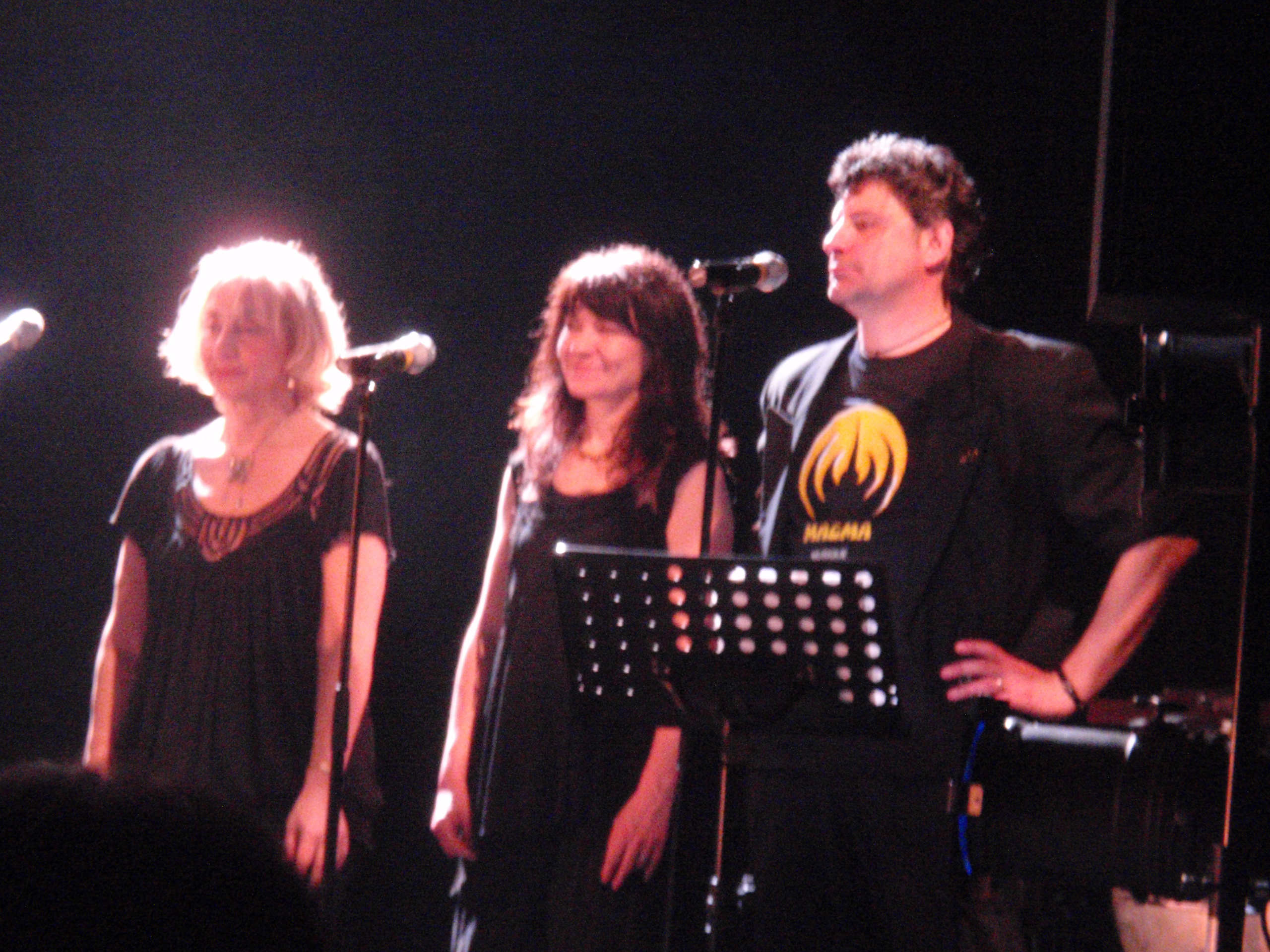
Stella Vander, Isabelle Feuillebois et Hervé Aknin
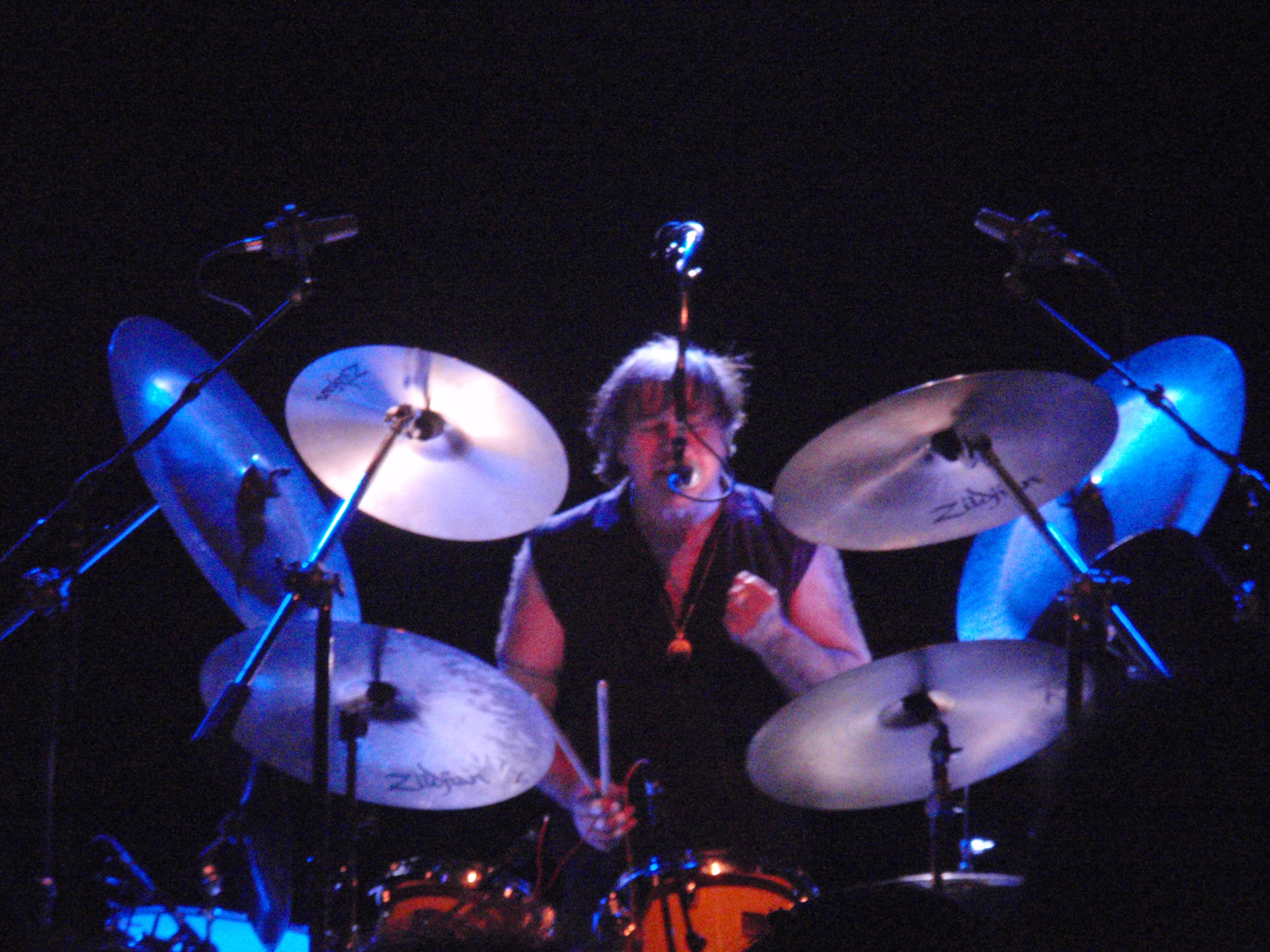
Christian Vander

Freyming-Merlebach 16 octobre 2010
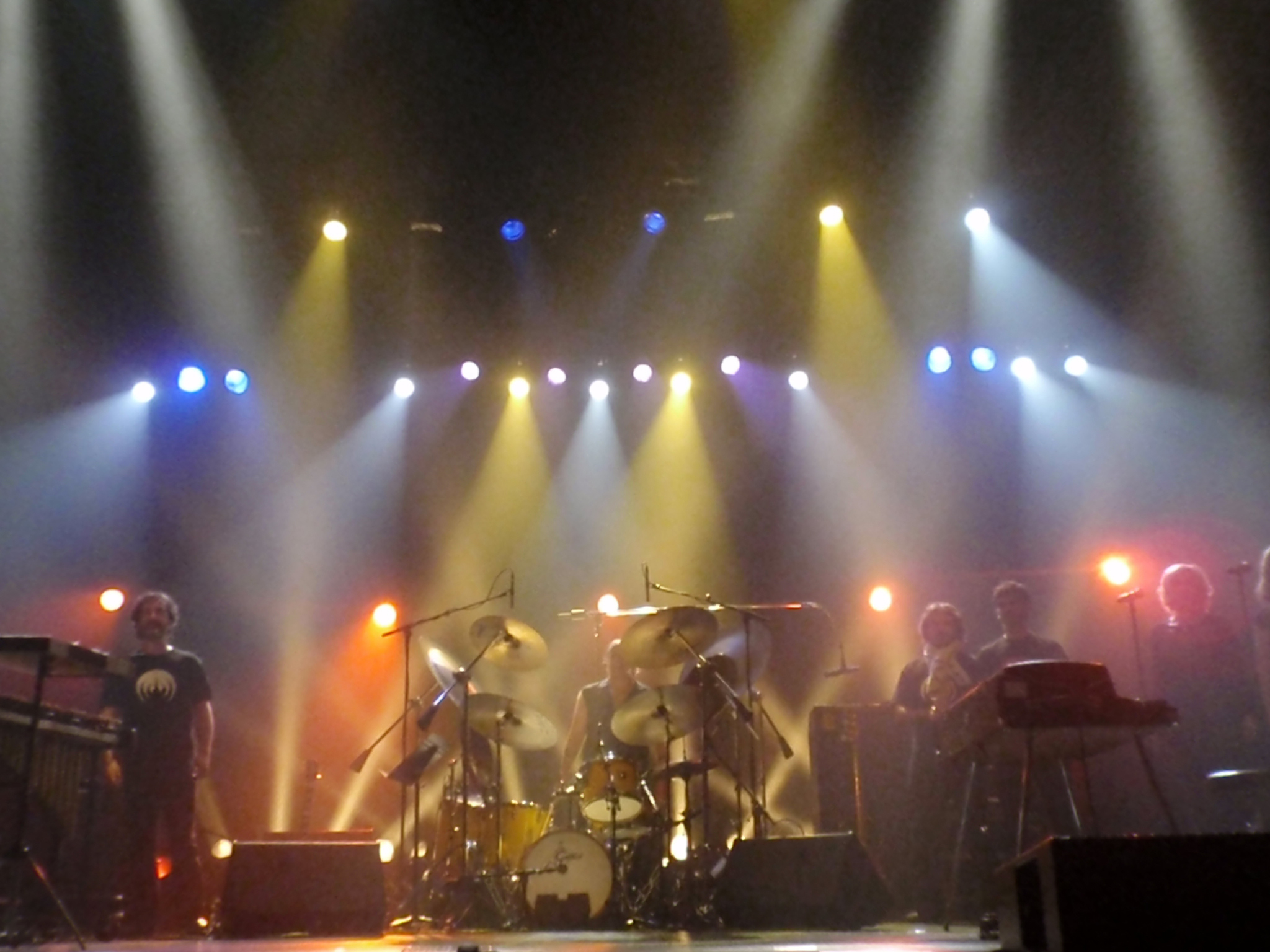
Le groupe à la fin du concert
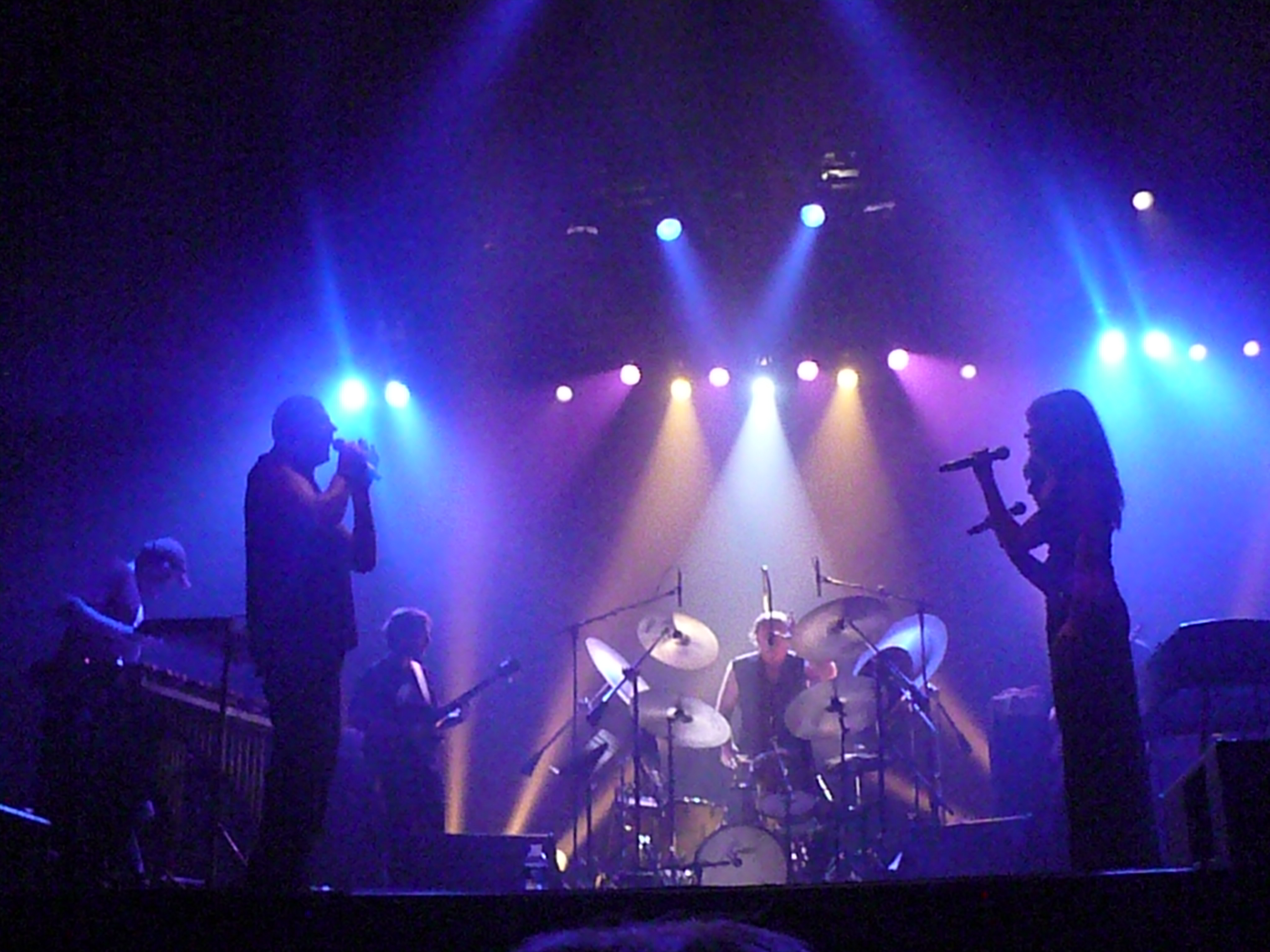
Benoît Alziary, Hervé Aknin Christian Vander, Isabelle Feuillebois
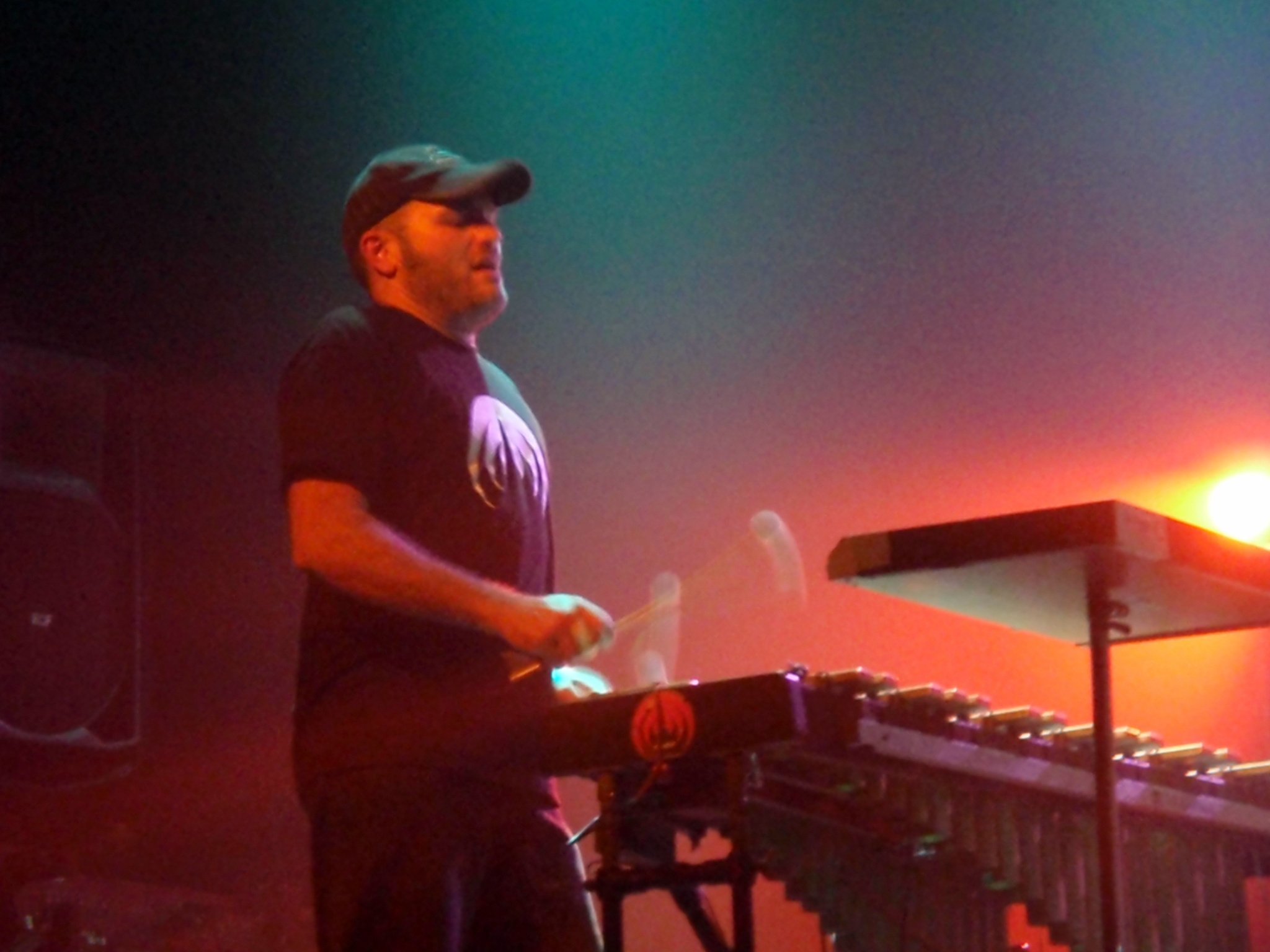
Benoît Alziary
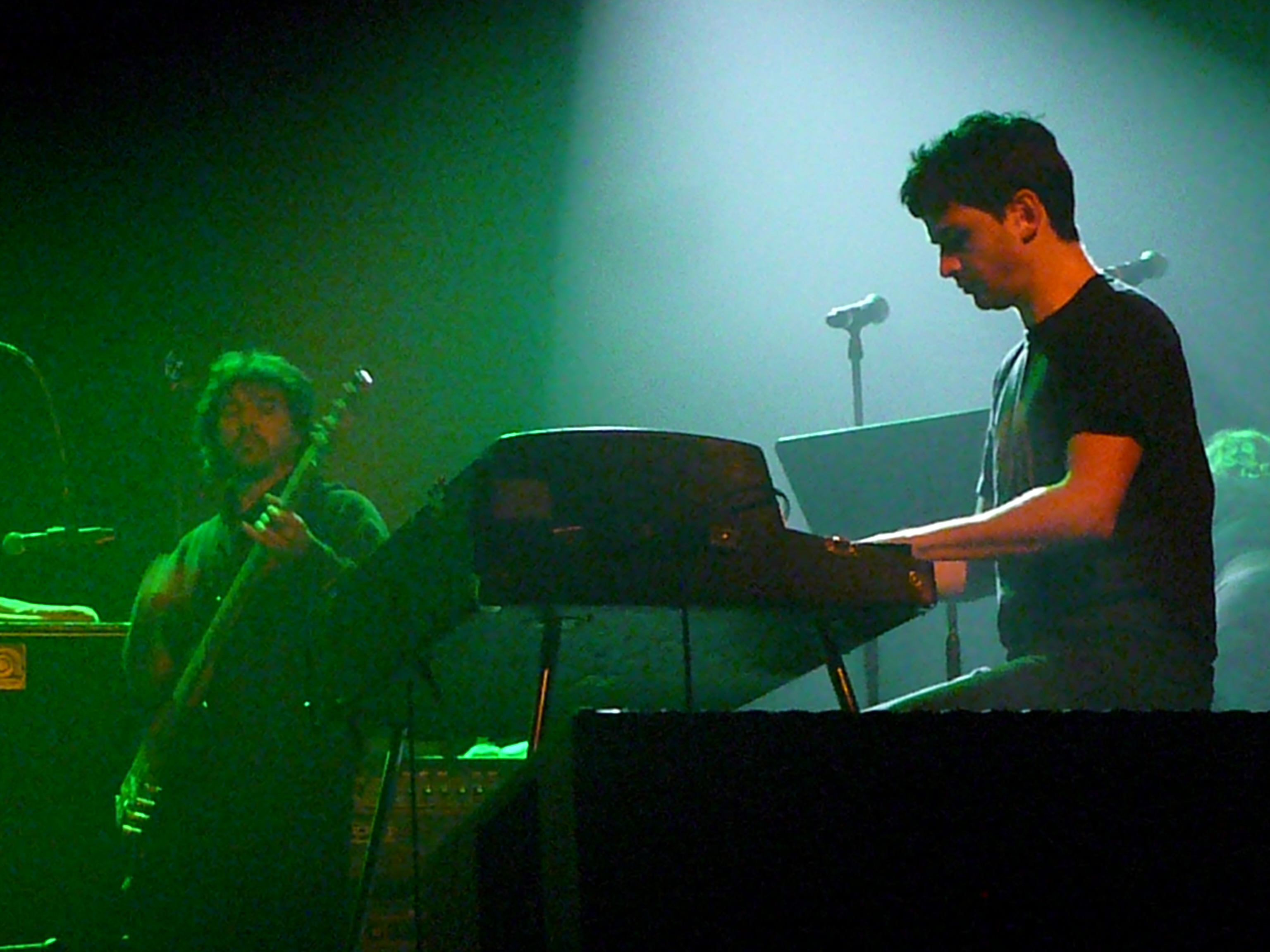
Philippe Bussonnet et Bruno Ruder

## Membres
Magma est le berceau de nombreux musiciens de jazz et de rock, généralement français, parmi lesquels :
- Le violoniste Didier Lockwood.
- Les claviéristes François « Faton » Cahen (ancien leader du groupe Zao), Michel Graillier, Gérard Bikialo, Jean Luc Manderlier (Belge), Jean Pol Asseline, Benoît Widemann, Patrick Gauthier, André Hervé, Jean Pierre Fouquey, Pierre-Michel Sivadier, Fred D'Oelsnitz, Emmanuel Borghi, Bruno Ruder, Thierry Eliez.
- Les bassistes Laurent Thibault, Francis Moze, Jannick Top, Bernard Paganotti, Guy Delacroix, Michel Hervé, Dominique Bertram, Marc Éliard (actuel bassiste du groupe Indochine), Philippe Bussonnet.
- Les guitaristes Claude Engel, Marc Fosset, Claude Olmos, Jean-Luc Chevalier (guitariste du groupe Tri Yann), Gabriel Federow, Jean de Antoni, James Mac Gaw, Jim Grandcamp et Rudy Blas.
- Les saxophonistes René Garber, Richard Raux, Teddy Lasry, Yochk’o Seffer et Alain Guillard.
- Les trompettistes Louis Toesca et Yvon Guillard.
- Les chanteurs  Zabu, Klaus Blasquiz, Guy Khalifa, Bertrand Cardiet, Antoine Paganotti et Hervé Aknin.
- La chanteuse Stella Vander, les voix d'Isabelle Feuillebois, de Liza 'Deluxe' Bois, de Maria Popkiewicz et d'Himiko Paganotti.
- Les batteurs et percussionnistes Daniel Denis, Clément Bailly, Doudou Weiss, Pierre Moerlen, François Laizeau, Claude Salmiéri, Simon Goubert, Antoine Paganotti.

## Nécrologie

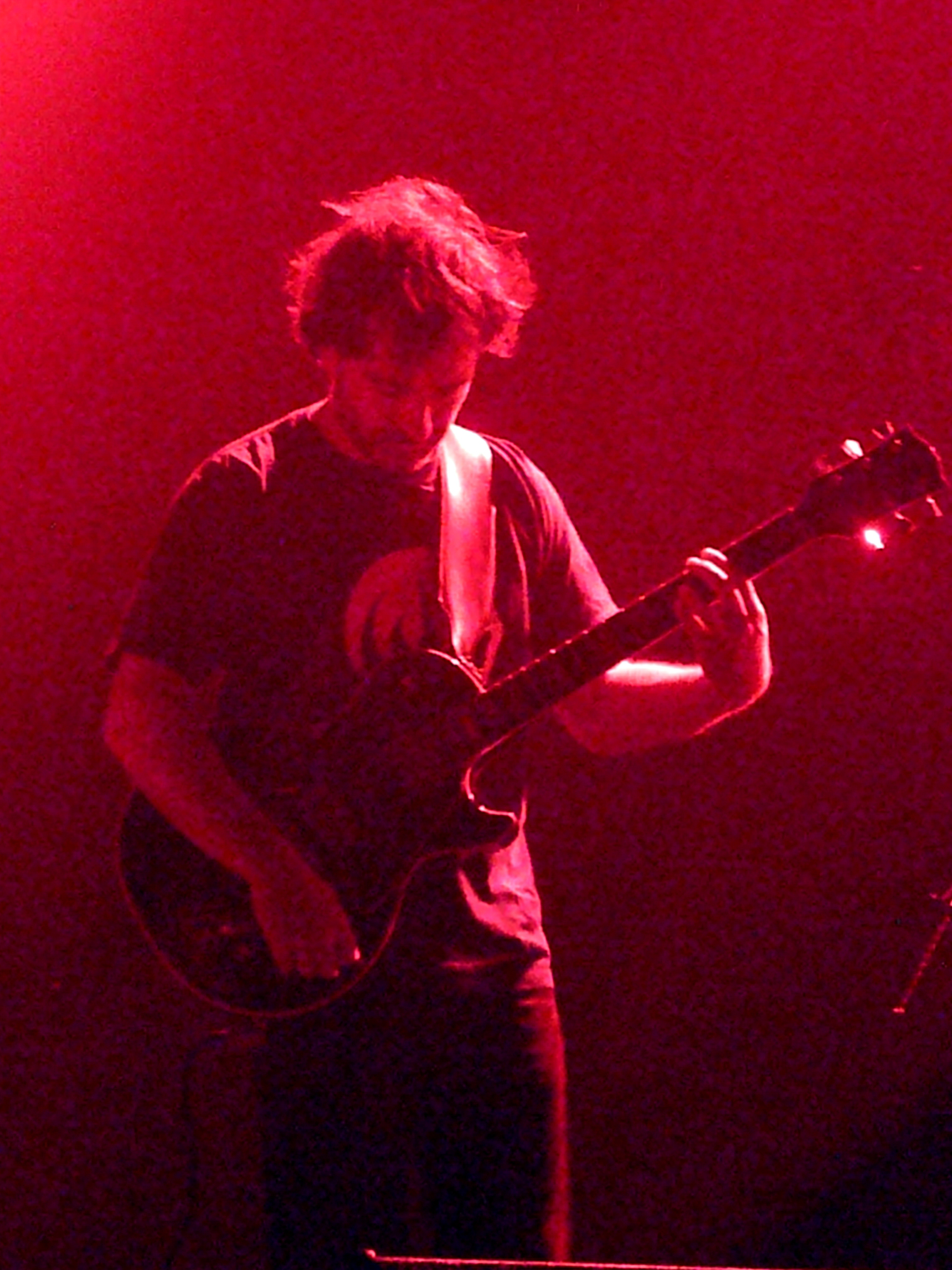
James Mac Gaw avec Magma en 2009 à Freyming-Merlebach.

- Michel Graillier (18/10/1946 - 12/02/2003)[20]
- André Hervé (19/12/1945 - 09/03/2004)[21]
- Pierre Moerlen (23/10/1952 - 03/05/2005)[22]
- René Morizur (05/02/1944 - 25/08/2009)[23]
- Alain « Paco » Charlery (19/03/1948 - 20/08/2010)[24]
- François « Faton » Cahen (24/07/1944 - 13/07/2011)[25]
- Jean De Antoni (17/03/1946 - 22/04/2015)[26]
- René Garber (20/11/1945 - 12/08/2015)[27]
- Jean-Pol Asseline (13/11/1949 - 08/12/2015)[28]
- Paul Baile  (studio)(18/12/1943 - 05/07/2017)[29]
- Didier Lockwood (11/02/1956 - 18/02/2018)[30]
- Lucien Zabuski (01/08/1946 - 12/04/2019)[31]
- Marc Fosset (17/05/1949 - 31/10/2020)[32]
- Alain Hatot  (studio)(24/05/1946 - 08/12/2020)[33]
- Maria Popkiewicz (21/11/1946 - 05/02/2021)[34]
- Alfred "Freddy" Hovsepian (studio)(18/08/1944 - 10/02/2021)[35]
- James Mac-Gaw (27/09/1968 - 08/03/2021)[36]
- Louis Toesca (28/06/1930 - 24/08/2023)[37]
- Pierre Dutour (studio)(10/11/1931 - 31/10/2023)[38]
- Brian Godding  (studio) (19/08/1945 - 25/11/2023)[39]
- Claude Olmos (22/05/1946 - 13/12/2023)[40],[41]
- Teddy Lasry (24/04/1947 - 10/05/2024)[42]
- Alain "Doudou" Weiss (02/04/1946 - 15/07/2024)[43]

## Discographie

### Albums studio
- 1970 : Kobaïa
- 1971 : 1001° centigrades
- 1973 : Mekanïk Destruktïw Kommandöh
- 1974 : Ẁurdah Ïtah
- 1974 : Köhntarkösz (2e album de la trilogie Köhntarkösz)
- 1976 : Üdü Wüdü
- 1978 : Attahk
- 1984 : Merci
- 2004 : K.A (1e album de la trilogie Köhntarkösz)
- 2009 : Ëmëhntëhtt-Rê (3e album de la trilogie Köhntarkösz)
- 2012 : Félicité Thösz
- 2014 : Rïah Sahïltaahk
- 2015 : Šlaǧ Tanƶ
- 2019 : Zëss
- 2022 : Kãrtëhl

### Albums live
- 1975 : Live / Hhaï (appelé aussi Köhntark, live à La Taverne de l'Olympia, Paris)
- 1977 : Inédits
- 1981 : Retrospektïẁ III
- 1981 : Retrospektïẁ I-II
- 1992 : Les Voix de Magma (AKT I)
- 1994 : Théâtre du Taur, Concert 1975 (AKT IV)
- 1995 : Concert Bobino 1981 (AKT V)
- 1996 : Concert 1971, Bruxelles : Théâtre 140 (AKT VIII)
- 1996 : Concert 1976, Opéra de Reims (AKT IX)
- 1999 : BBC 1974 (AKT XIII)
- 2001 : Theusz Hamtaahk : Trilogie
- 2008 : Bourges 1979 (AKT XV)
- 2009 : Live in Tokyo (2 CD)
- 2014 : Zühn Wöhl Ünsaï - Live in Bremen 2 CD (enregistré en 1974, 2 CD)
- 2015 : Alhambra I et II (enregistrés en 2009, 2 CDs), concerts inédits parus dans le Coffret Köhnzert Zünd
- 2018 : Marquee Club (enregistré en 1974, 2 CDs) (AKT 18)
- 2021 : ESKÄHL 2020 • Bordeaux - Toulouse - Perpignan (2 CDs) (AKT 19)

### Autres enregistrements
- 1972 : Zig-zag (participation à des titres d'Eddy Mitchell...)
- 1972 : The Unnamables (sous le nom d'Univeria Zekt)
- 1985 : Mythes et légendes (compilation)
- 1989 : Mekanïk Kommandöh (AKT X, enregistrement live en studio, datant de 1973)
- 1995 : Baba Yaga la Sorcière, quand les enfants chantent Magma (AKT VII)
- 1997 : Kompila (compilation)
- 1998 : Simples (réédition des 45 tours)
- 1998 : Floë Ëssi / Ëktah (EP deux titres)
- 2008 : Archiw I et II (plages d'archive, 10e CD du coffret anniversaire Studio Zünd regroupant l'intégrale des albums studio)
- 2023 : Magma une histoire de Mekanik Coffret 50 ans Mëkanïk Dëstruktïw Kömmandöh  (1972–Maison de L’ORTF, 1973–Chœurs de l’Orchestre de la Storchhaus, 1973–Version originale Studio, 1994–Les Voix de Magma, 1995–Baba Yaga la sorcière, 2000-Théatre le Trianon, 2005–Le Triton scène de musique vivante, 2021–Opéra de Reims)

## Vidéos
- 1988 : Christian Vander : Un homme... une batterie. VHS, Seventh Records. Masterclass mêlant démonstrations, commentaires menés sous forme d'interview, extraits de concert.
- 1995 : Bobino 1981. VHS, Seventh Records. Concert enregistré à Bobino à Paris en mai 1981. Édition DVD en 2004.
- 1996 : Concert à l'Auditorium des Halles du 11 décembre 1996, diffusé sur Muzzik (non officielle).
- 2001 : Theusz Hamtaahk : Trilogie. DVD, Seventh Records. Concert du 30e anniversaire, enregistré au Trianon à Paris en mai 2000.
- 2004 : Christian Vander : Un homme... une batterie. DVD, Seventh Records. Réédition de la VHS de 1988, avec sous-titres en anglais.
- 2006 : Mythes et Légendes : Epok I. DVD, Seventh Records. Concert donné au Triton (Les Lilas) en 2005. Invité : Klaus Blasquiz.
- 2006 : Mythes et Légendes : Epok II. DVD, Seventh Records. Concert donné au Triton (Les Lilas) en 2005. Invités : Jannick Top et Klaus Blasquiz.
- 2007 : Mythes et Légendes : Epok III. DVD, Seventh Records. Concert donné au Triton (Les Lilas) en 2005. Invité : Benoît Widemann.
- 2008 : Mythes et Légendes : Epok IV. DVD, Seventh Records. Concert donné au Triton (Les Lilas) en 2005. Invités : Klaus Blasquiz, Jannick Top, Yannick Soccal, Fabrice Theuillon et Rémi Dumoulin.
- 2013 : Mythes et Légendes : Epok V. DVD, Seventh Records. Concert donné au Triton (Les Lilas) en 2011.
- 2016 : Nĭhăo Hamtaï, première tournée en Chine. Film réalisé par Coralie van Rietschoten en 2015[44].
- 2017 : Magma Ëmëhntëtt-Rê : Trilogie. VD10-11, Seventh Records. Concerts donnés au Triton (Les Lilas) les 15 & 21 novembre 2014 + Interview Christian Vander de 115 min : À la croisée des temps.

Autres

## Filmographie
Le groupe apparaît dans le film Moi y'en a vouloir des sous de Jean Yanne (1973) avec une composition originale de Teddy Lasry intitulée Dotz Hundïn, non sortie en album.

## Symbole et logo

Nom stylisé du groupe.

« C'est un symbole solaire. En fait, c'est moi qui en ai eu l'idée, je l'ai dessiné. Il était prévu de le porter en plastron, mais c'était tellement difficile à réaliser, qu'une amie me l'a réalisé en pendentif. »

— interview de Christian Vander, Magma for ever - Le Monde (31 oct. 2006).